# 福島県立只見高等学校
福島県立只見高等学校（ふくしまけんりつ ただみこうとうがっこう）は、福島県南会津郡只見町に所在する県立高等学校。2008年に創立60周年を迎える。

## 概要
福島県内では最西の奥会津地域に所在している高校である。福島・新潟両県の県境付近に所在する事から、各学年に数名新潟県魚沼市入広瀬地域から只見線を利用しての隣接地域協定による進学者がいる。また、全国募集も実施し、遠方の交通不便な地域から通学の生徒の為に学生寮が設置されている。
小規模である利点を生かして進学指導や就職指導に力を入れており、進学補習や公務員試験の補習、個別指導が盛んに行われている。進学では福島大学や新潟大学等の国公立大学に毎年進学者を輩出している（2023年度卒業生は4名）。

## 沿革
- 1948年7月31日 - 福島県立南会西部高等学校伊北分校として、伊北村立伊北中学校内に開校。昼間定時制農業科・家庭科を設置。
- 1948年8月2日 - 開校式挙行。
- 1949年11月23日 - 独立校舎落成し移転。
- 1952年 - 昼間定時制普通科へ改組。農業科・家庭科を募集停止。
- 1952年11月3日 - 伊北村から只見村への改称に伴い、学校名を只見分校に改称。
- 1954年12月4日 - 新校舎落成し現在地に移転。
- 1957年 - 明和・朝日分校を統合しつつじヶ丘分校を設置（昼間定時制農業科）。
- 1959年 - 全日制普通科へ改組。昼間定時制普通科を募集停止。
- 1960年 - 福島県立南会津高等学校只見校舎に改称。
- 1962年11月27日 - 体育館・講堂落成。
- 1964年 - 南会津高校より分離独立し、福島県立只見高等学校と改称。新しい校章を制定。
- 1965年2月1日 - 校歌制定。
- 1969年 - つつじヶ丘分校を全日制農業科へ改組。昼間定時制農業科を募集停止。
- 1972年11月17日 - 格技場落成。
- 1978年 - つつじヶ丘分校が閉校。
- 1980年10月15日 - 現校舎落成。
- 1997年 - 1997年度入学生より現制服採用。
- 2008年 - 創立60周年記念式典。
- 2022年1月28日 - 第94回選抜高等学校野球大会に21世紀枠で甲子園初出場[1]。

## 校歌
- 『福島県立只見高等学校校歌』（作詞：丘灯至夫、作曲：戸塚三博）

## 年間行事
- 4月 入学式、課題考査
- 5月 高体連会津地区大会、中間考査、3年進路ガイダンス
- 6月 高体連福島県大会、英語検定
- 7月 期末考査
- 8月 進学補習、課題考査
- 9月 就職試験開始
- 10月 文化祭、中間考査、英語検定
- 12月 期末考査
- 1月 課題考査、センター試験、英語検定
- 2月 学年末考査、国立大学2次試験
- 3月 一般入試、卒業式

## 部活動

### 運動部
- 野球部

令和4年（2022年）春21世紀枠で甲子園出場
- 卓球部
- 剣道部
- バレーボール部

### 総合文化部
- パソコン班
- 茶華道班

### 愛好班
- 音楽愛好班

## アクセス
- JR東日本只見線只見駅より徒歩15分。